# Anisodes monetaria
Anisodes monetaria är en fjärilsart som beskrevs av Achille Guenée 1858. Anisodes monetaria ingår i släktet Anisodes och familjen mätare. Inga underarter finns listade i Catalogue of Life.